# Berner Au

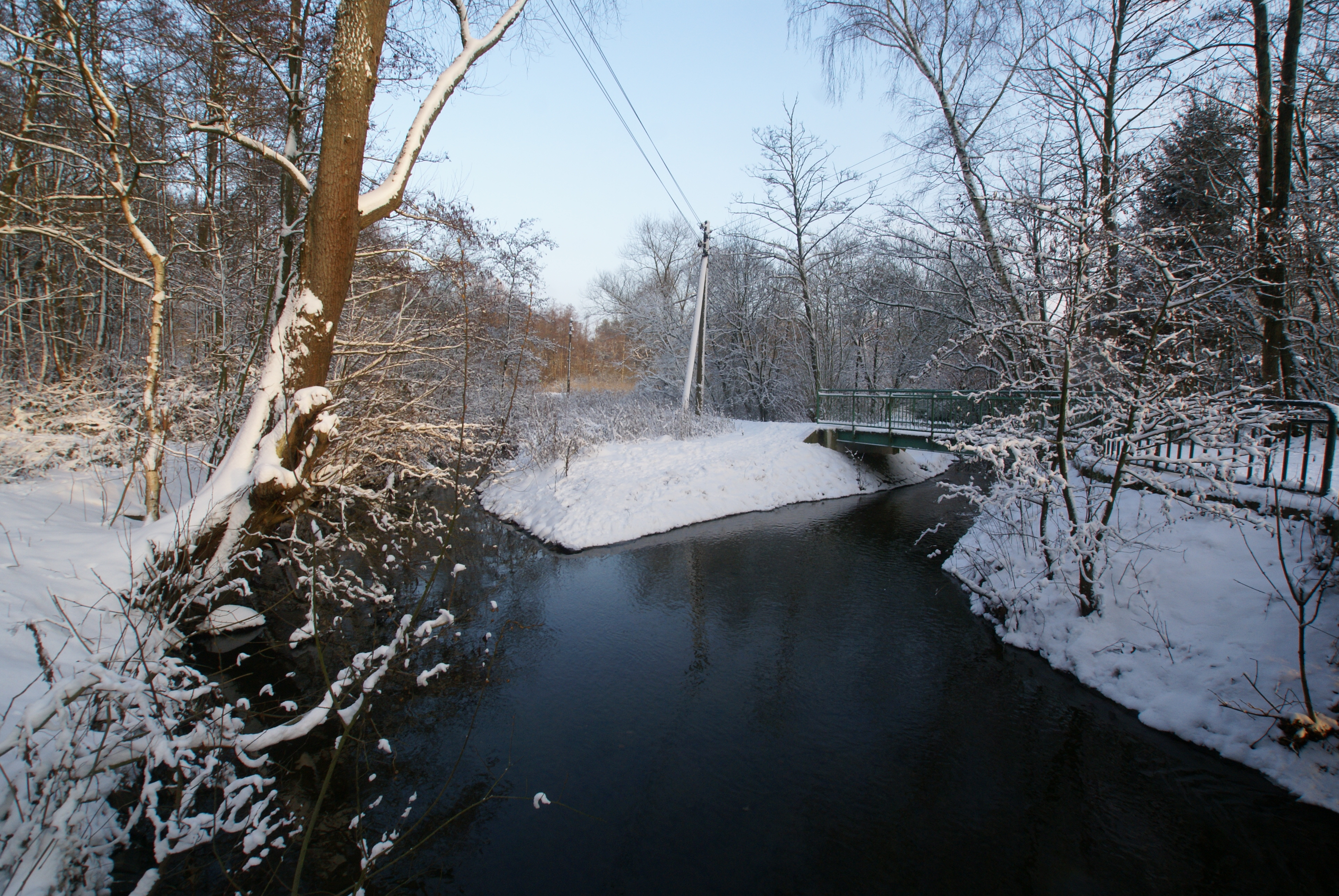
Aiguabarreig del Berner Au i del Wandse

El Berner Au, antany també anomenat Farmsener Bek, és un riu de l'estat d'Hamburg a Alemanya. Neix al nucli de Volksdorf de la confluència de dos rius-fonts, el Deepenwiesengraben i el Klosterwiesengraben i desemboca al Wandse a HH-Tonndorf.
L'estany del Kupferteich és un pantà, construït el 1480 per a alimentar un molí de coure (Kupfer en alemany) del qual la producció s'exportava tot arreu Europa. Podria ser que el riu desembocava originalment a l'Osterbek. La drecera cap al Wandse feta per aprofitar un desnivell més alt dataria de l'època de la construcció del primer molí. A l'inici del segle xix, el molí va transformar-se en molí de blat i finalment en fàbrica de cervesa, tots desapareguts. Avui l'estany serveix de conca de retenció, del qual el nivell, reglat per una resclosa de bol semiautomàtica, pot variar més d'un metre per temps de pluges forts, el que fa tornar els senders al marge de vegades poc practicables.
La part superior més o menys va tenir el seu llit natural. La part inferior va ser renaturalitzat. Al marge de l'estany del Kupferteich va crear-se un pas de peix que fa que el riu torna a ésser accessible als peixos migrants. L'administració del bezirk Wandsbek va crear un sender des de l'aiguabarreig amb el Wandse fins als prats humits que formen la seva font. Va publicar un mapa que descriu en alemany els llocs d'interès.
El nom significa rierol (baix alemany: Au) de Berne, el nom del nucli de Farmsen-Berne que travessa. El nom antic, Farmsener Bek significa rierol de Farmsen, l'altre nucli que travessa.

## Afluents

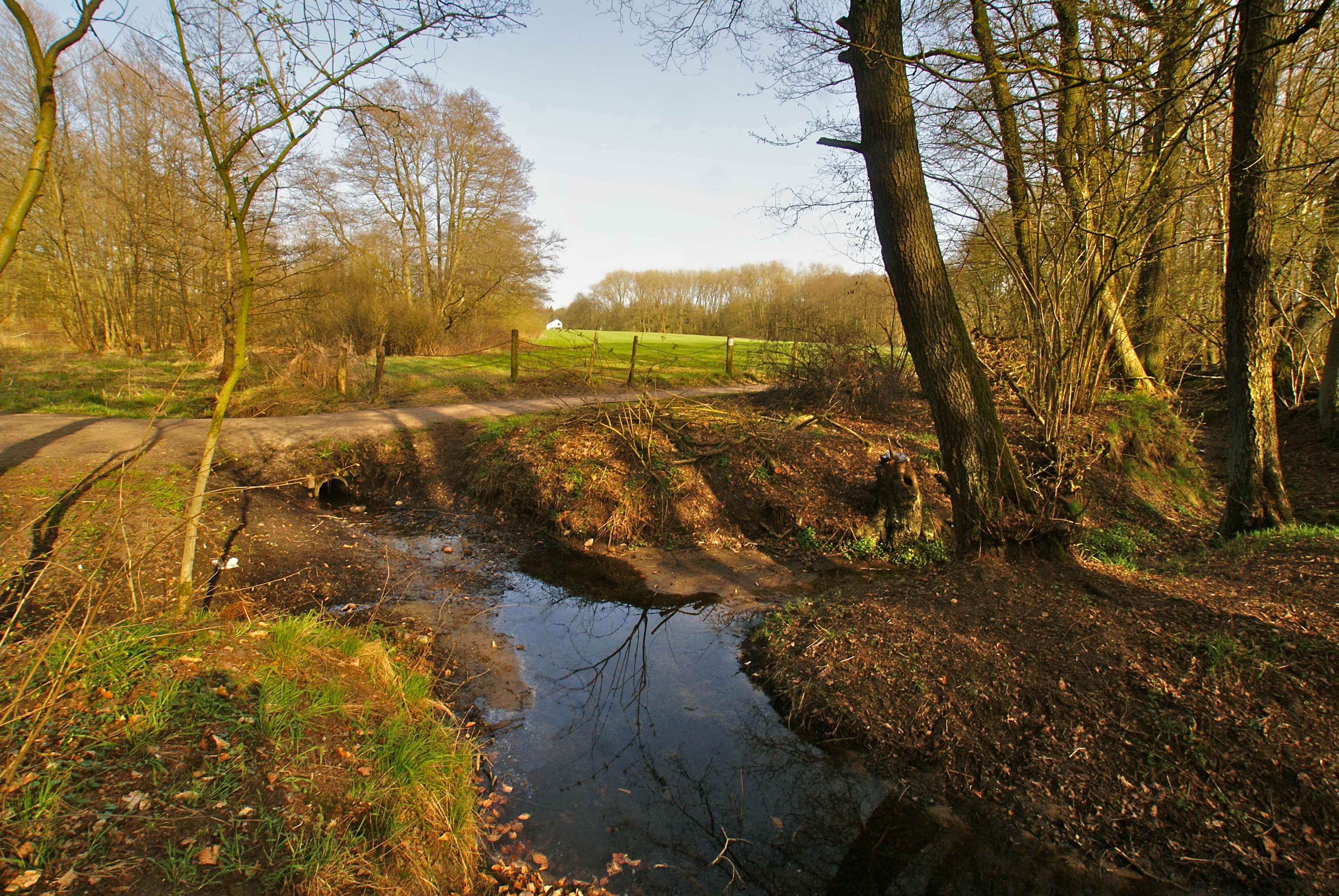
Aiguabarreig del Diekkampgraben i del Berner Au a Volksdorf
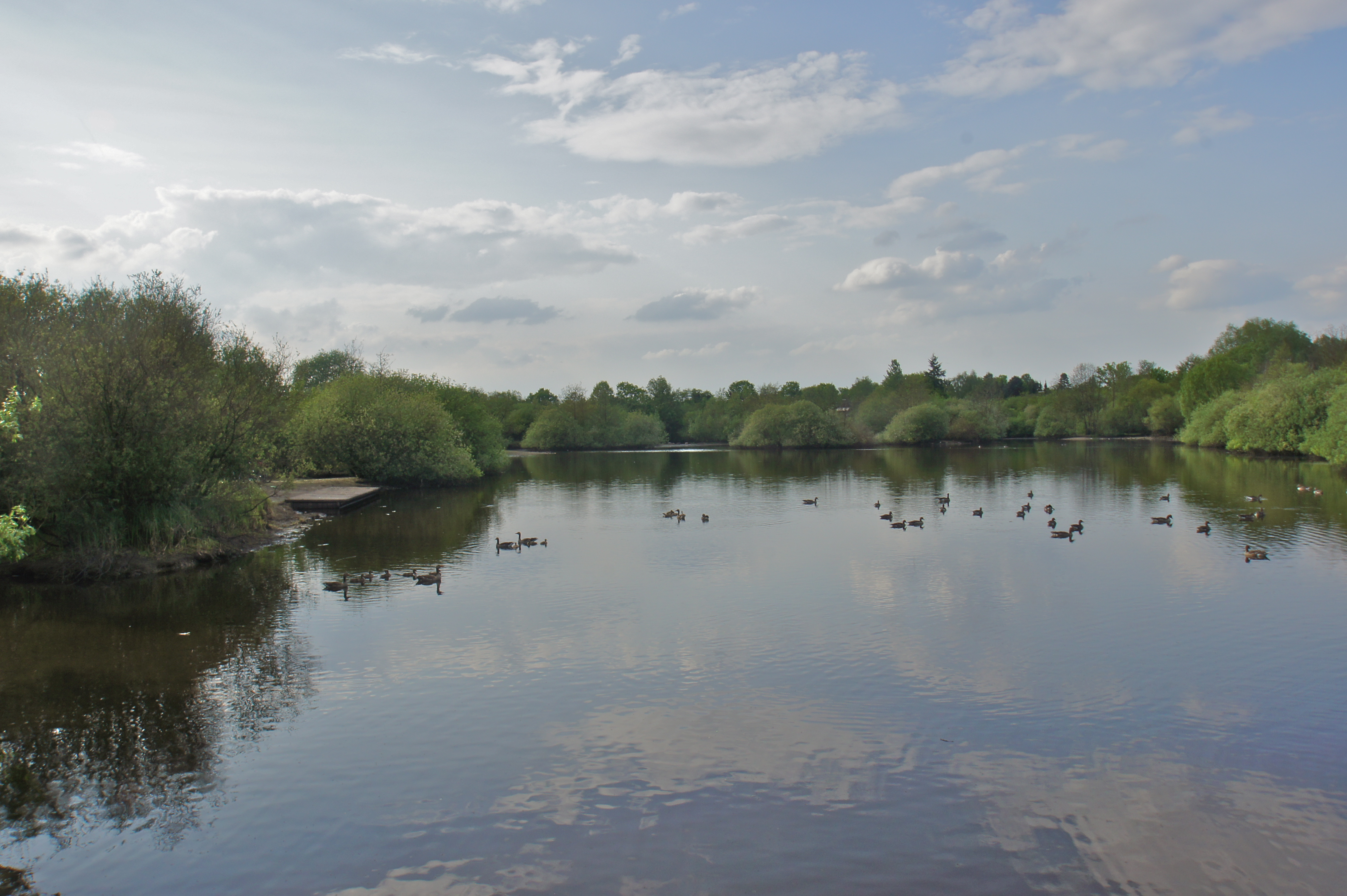
Conca de retenció a l'aiguabarreig amb el Wellingsbüttler Grenzgraben entre Bramfeld i Sasel

1. Klosterwiesengraben
2. Deepenwiesengraben
3. Diekkampgraben
  1. Saselheidergraben
    1. Kampgraben
4. Deepenhorngraben
5. Karlshöher Graben
6. Wellingsbüttler Grenzgraben

## Galeria

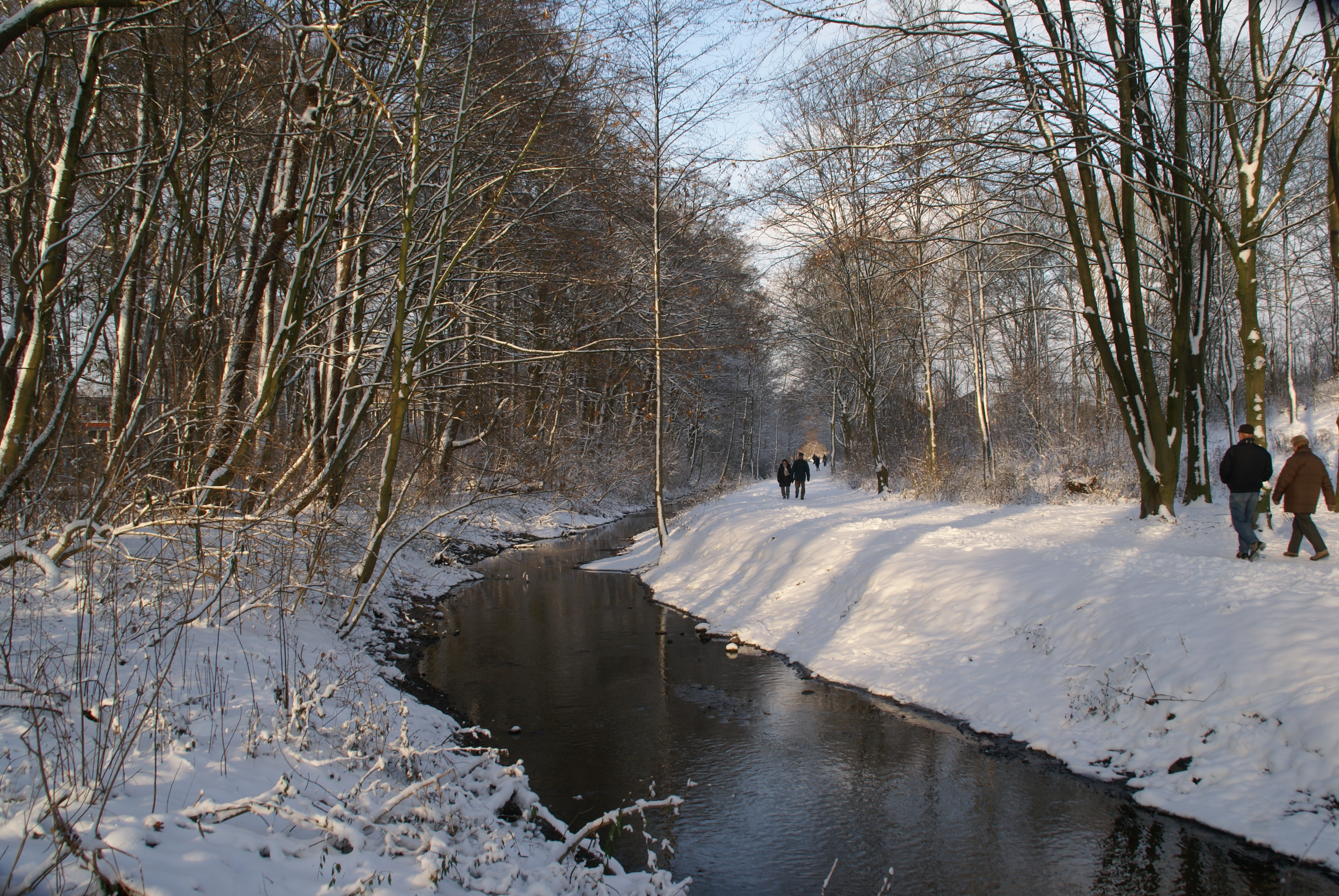
Sender a Rahlsted
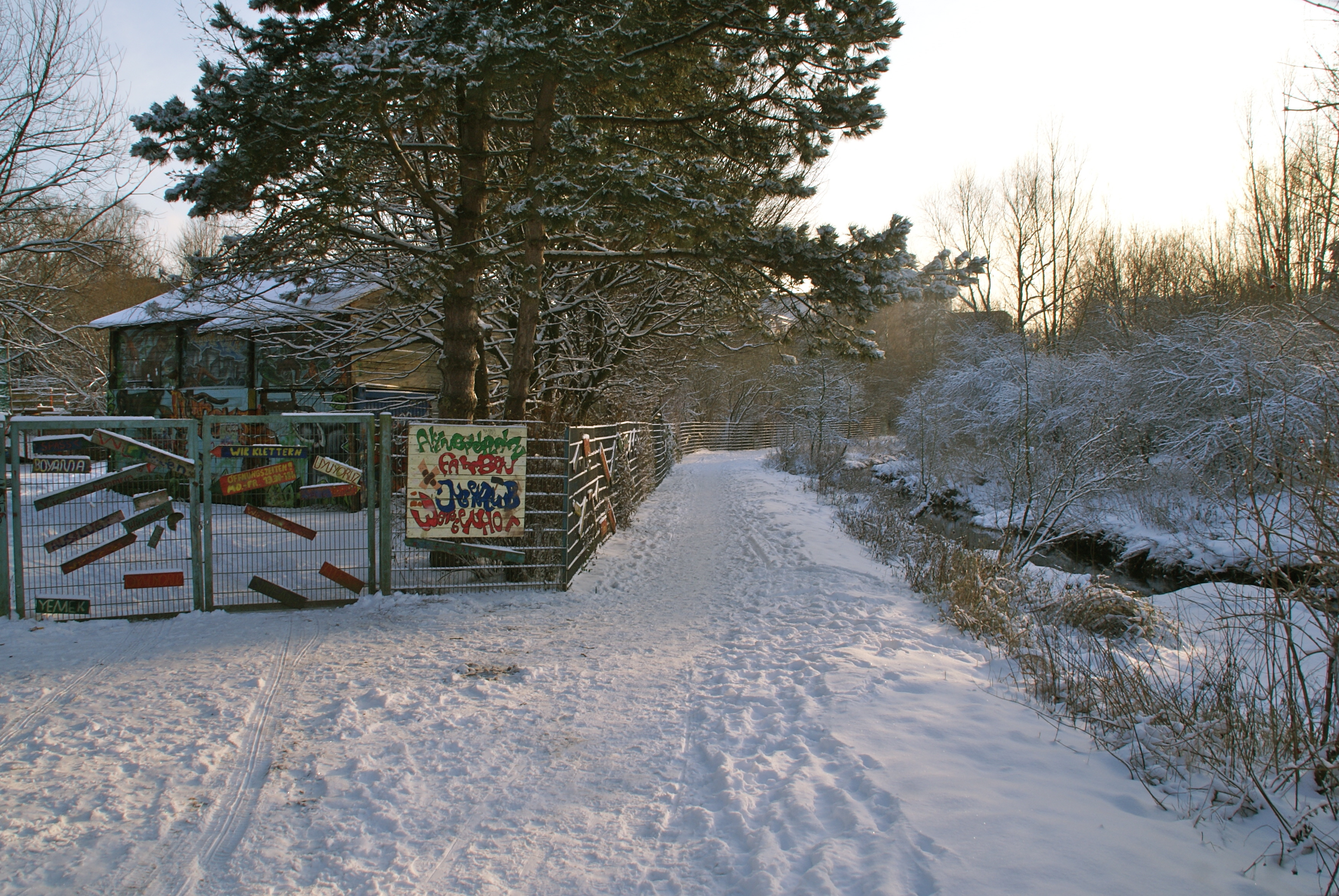
El riu a prop de la terra d'aventures de Farmsen
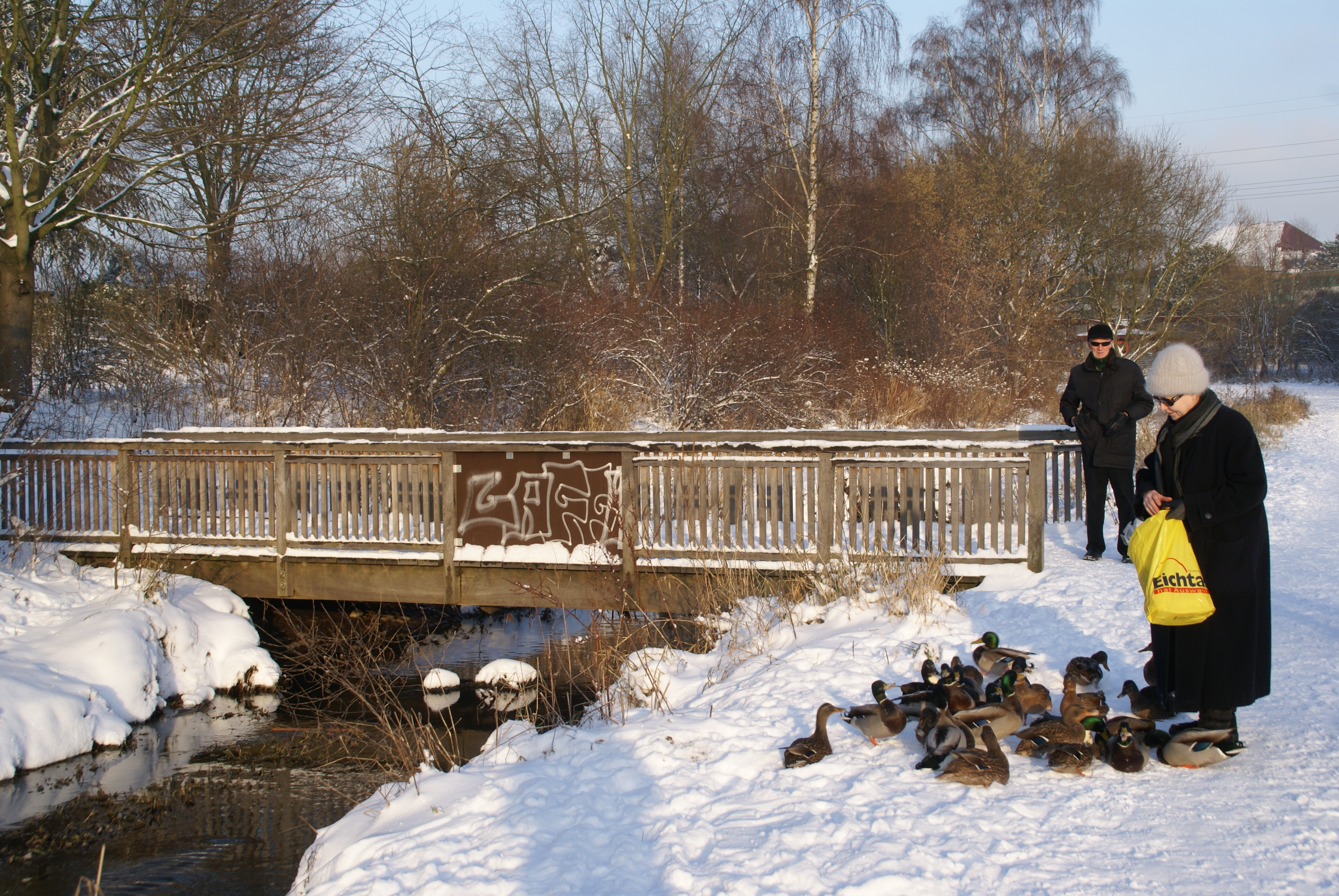
Pont de fusta

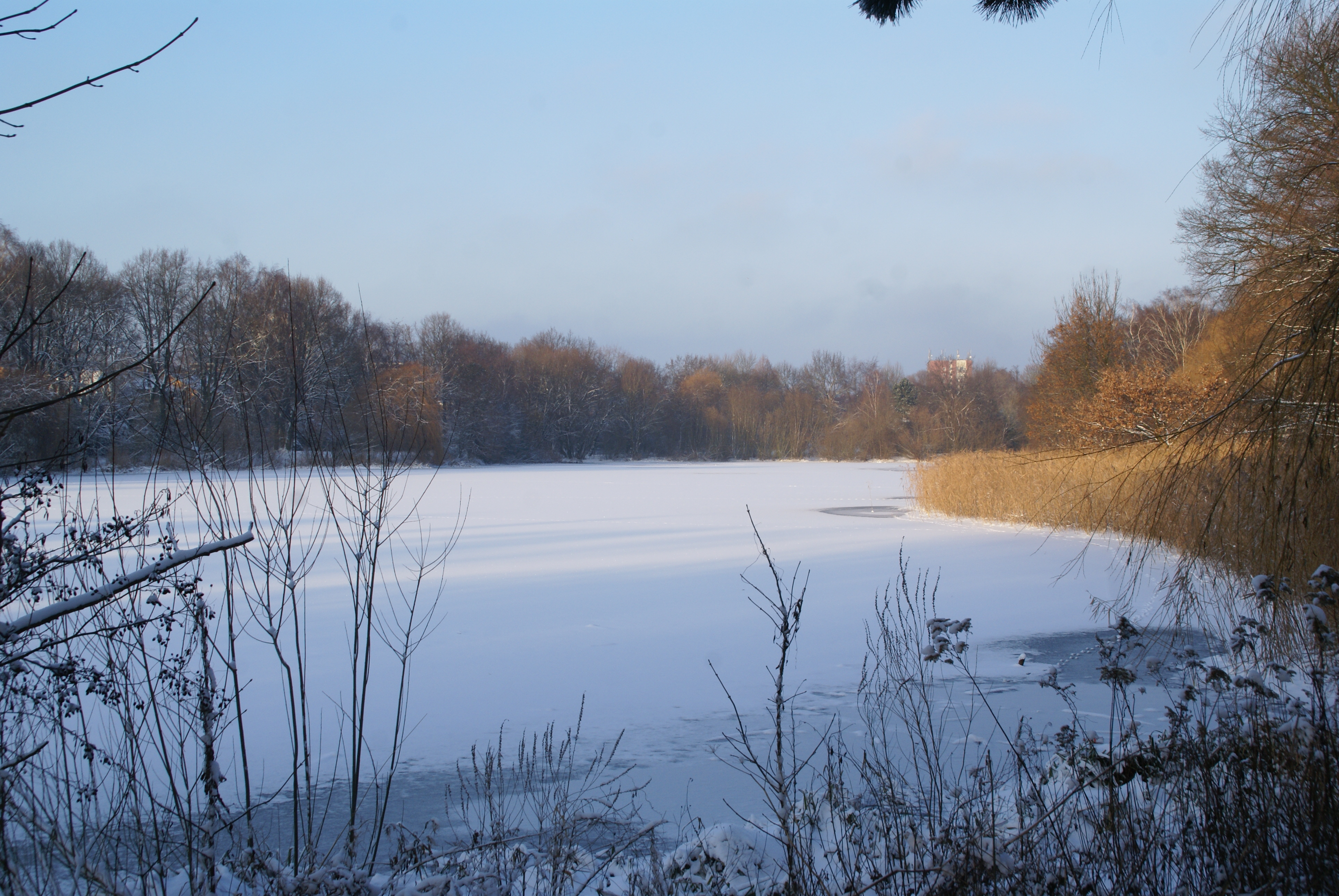
L'estany Kupferteich
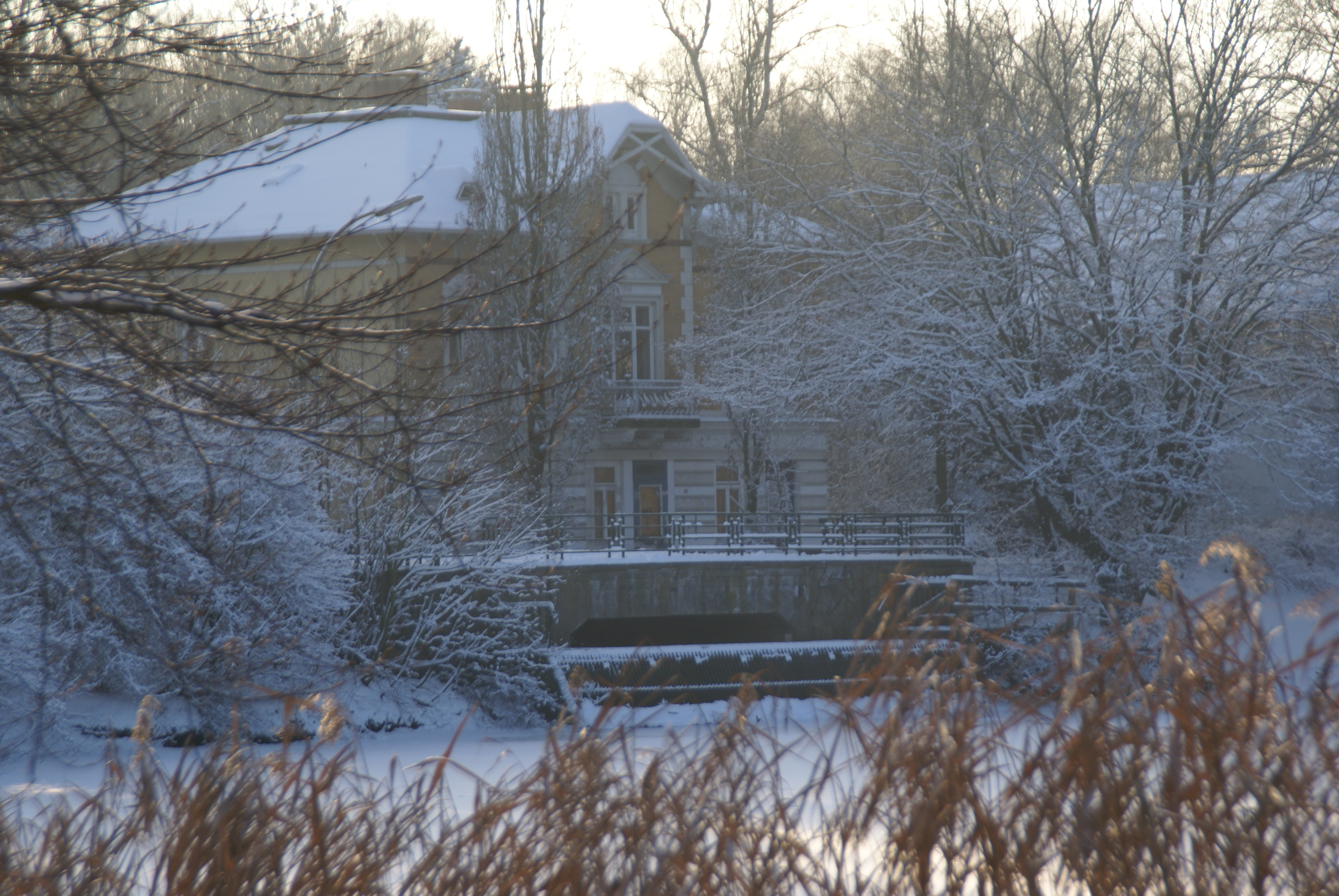
Resclosa de bol (costat estany)
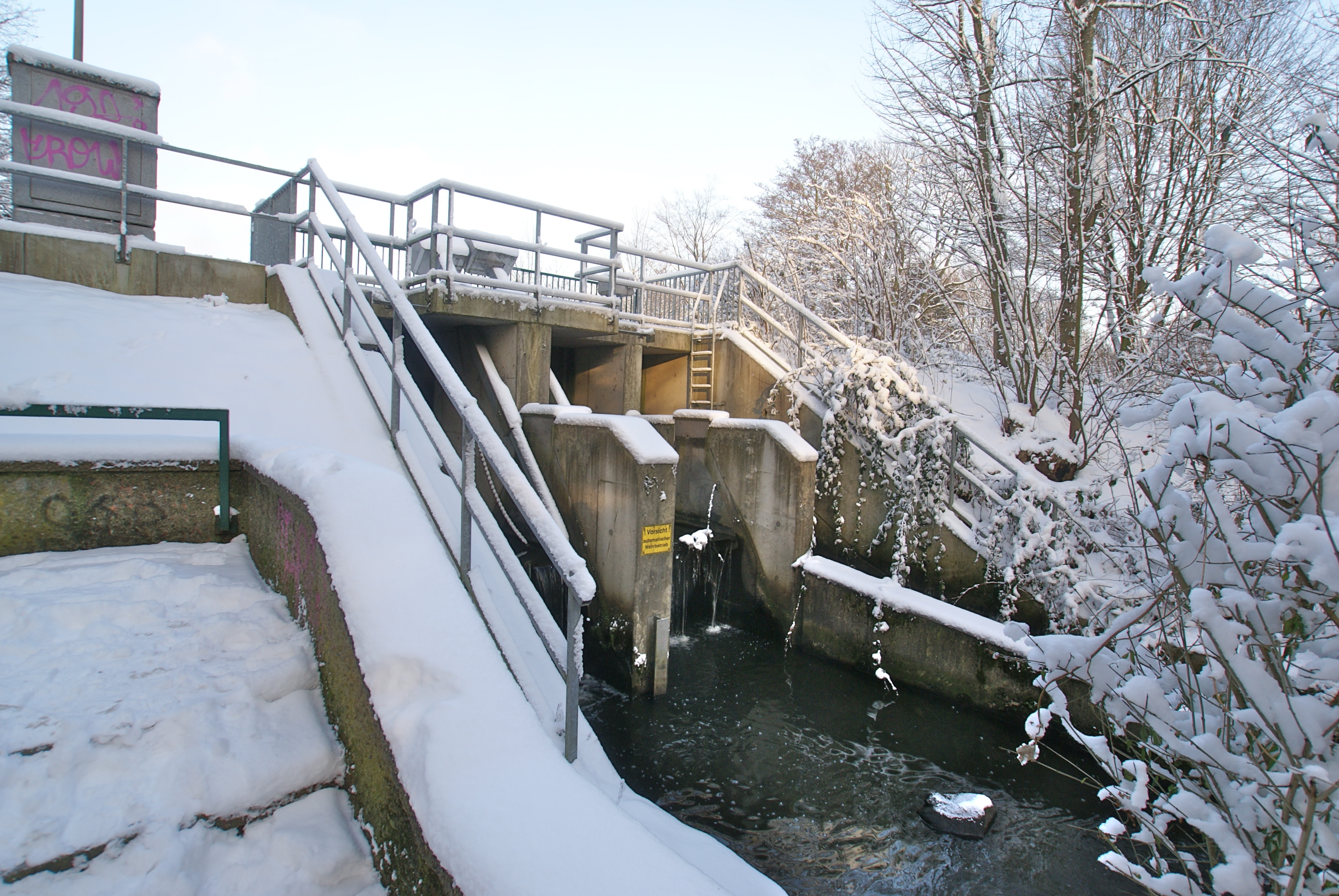
Resclosa de bol (costat riu)